# 薄叶栝楼
薄叶栝楼（学名：Trichosanthes wallichiana）为葫芦科栝楼属下的一个种。